# Badminton bei den World Beach Games
Badminton sollte bei den World Beach Games erstmals im Jahr 2023 im Programm der Spiele stehen. Diverse Qualifikationsrunden für das Finale 2023 wurden bereits ausgetragen, bevor die Spiele dann aber abgesagt wurden. Die Premierenaustragung 2019 fand ohne Badminton statt. Nun soll im Jahr 2025 ein neuer Anlauf für die Erstaustragung von Badminton bei den Spielen erfolgen.

## Austragungen
| Jahr | Austragungsort | Land                   |
| ---- | -------------- | ---------------------- |
| 2019 | Doha           | Katar – ohne Badminton |
| 2023 | Bali           | Indonesien             |
| 2025 |                |                        |
| 2027 |                |                        |

## Die Sieger
| Saison | Herrentriple   | Damentriple    | Team           |
| ------ | -------------- | -------------- | -------------- |
| 2019   | ohne Badminton | ohne Badminton | ohne Badminton |
| 2023   | abgesagt       | abgesagt       | abgesagt       |
| 2025   |                |                |                |
| 2027   |                |                |                |